# Getta niveifascia
Getta niveifascia là một loài bướm đêm thuộc họ Notodontidae. Loài này có ở Amazonian region của Nam Mỹ, bao gồm Guyane thuộc Pháp.
Ấu trùng ăn Passiflora candida.